# Лукавица
Лукавица (на сръбски: Лукавица или Lukavica) е село в Западните покрайнини, община Цариброд, Пиротски окръг, Сърбия. В селото живеят предимно българи.

## История
Иконостасът в църквата „Света Троица“ в Лукавица е изрязан от дебърските майстори Филипови, начело с Иван Филипов, подпомогнат от племенника си Иван Йосифов, Алекси Мирчев и Нестор Алексиев.
През 1991 година броят на жителите е 473 души, а през 2002 година е 429 души.

## Личности
Родени в Лукавица
- Милан Маноилов, български революционер от ВМОРО, четник на Бончо Василев[3]